# Mammillaria supertexta
Mammillaria supertexta är en kaktusväxtart som beskrevs av Carl Friedrich Philipp von Martius och Louis Ludwig Karl Georg Pfeiffer. Mammillaria supertexta ingår i släktet Mammillaria och familjen kaktusväxter. Inga underarter finns listade i Catalogue of Life.

## Bildgalleri

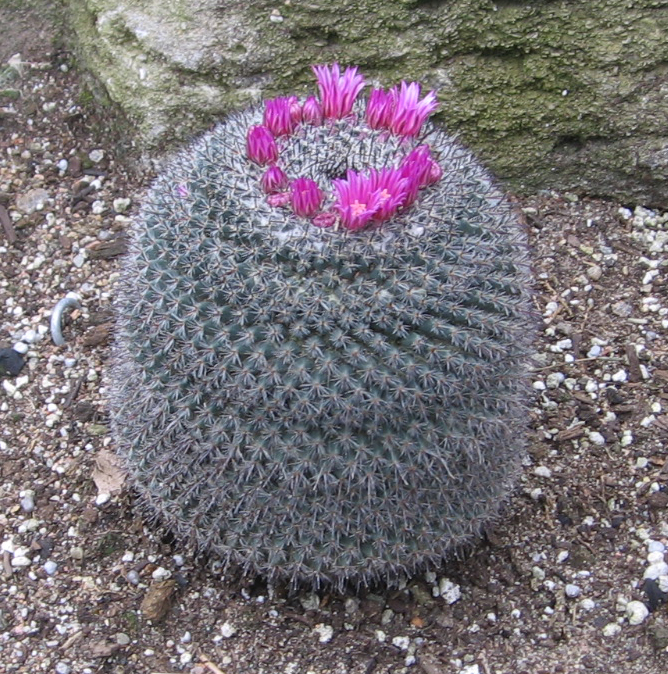
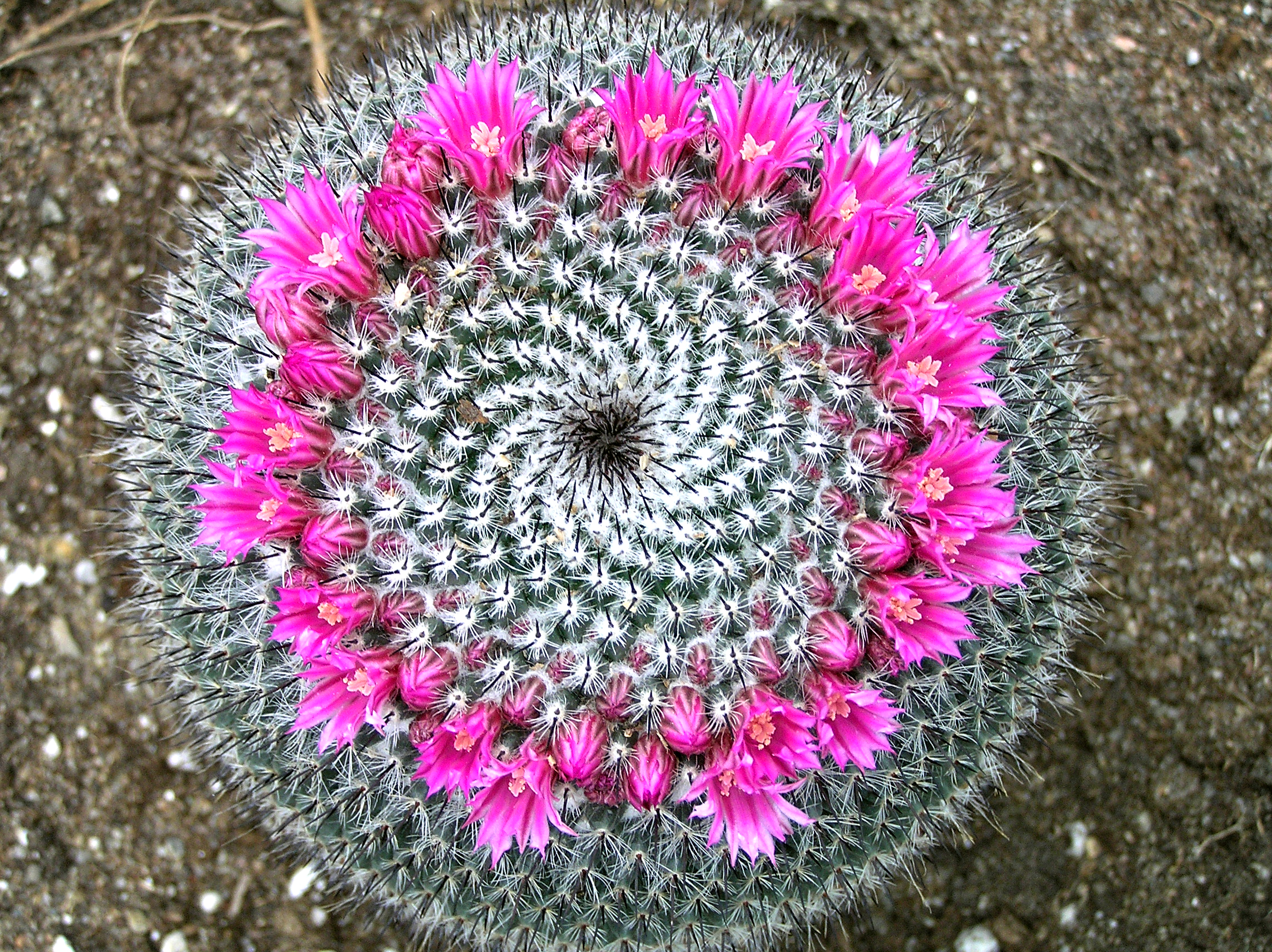